# Autostrada A25 (Belgia)
Autostrada belgiană A25 (clasificată ca E25) este o autostradă care leagă Liège de Maastricht. Traseul său este paralel, între Cheratte și granița cu Țările de Jos, cu cel al liniei 40 a căilor ferate belgiene.

## Traseu
| Descrierea traseului | |                |
| A2 E25               | |                |
|                      | Frontiera dintre Belgia și Țările de Jos.                                                                          |                |
| A25 E25              | |                |
| 1 - Moelingen        | Orașe deservite: Voeren, Lixhe, Zona industrială Visé-Noord (nod rutier parțial) (sens Maastricht → Liège).        | N602           |
|                      | Zonă de parcare: Voeren (sens Maastricht → Liège).                                                                 |                |
|                      | Granița provincială între Limburg și Liège. Granița regională între Flandra și Valonia.                            |                |
|                      | Pod peste Berwinne.                                                                                                |                |
| 1 - Mouland          | Orașe deservite: Voeren, Lixhe, Zona industrială Visé-Nord (nod rutier parțial) (sens Liège → Maastricht).         | N602           |
|                      | Zonă de parcare: Douane Visé (sens Maastricht → Liège).                                                            |                |
| 2 - Visé             | Orașe deservite: Visé, Oupeye.                                                                                     | N653           |
|                      | Zonă de parcare: Visé (sens Liège → Maastricht).                                                                   |                |
| 3 - Argenteau        | Orașe deservite: Argenteau, Hermalle-sous-Argenteau.                                                               | N653           |
| 4 - Cheratte         | Oraș deservit: Cheratte.                                                                                           |                |
| Cheratte             | Nod rutier între A3 și A25: Luxemburg, Namur, Paris, Lille, Aeroportul Liège, Bruxelles, Anvers; Aachen, Verviers. | A3 E25 E40 E42 |
| A25                  | |                |
| 5 - Wandre           | Orașe deservite: Wandre, Herstal.                                                                                  | N667           |
| 6 - Jupille          | Orașe deservite: Jupille-sur-Meuse, Herstal, Insula Monsin.                                                        |                |
| 7 - Coronmeuse       | Orașe deservite: Bressoux, Liège-Saint-Léonard.                                                                    |                |
| A25                  | |                |
| N90 / N610           | |                |